# Optatus von Thamugadi
Optatus von Thamugadi war von 388 bis 398 donatistischer Bischof in der Stadt Thamugadi (Timgad) in der römischen Provinz Numidia.
Er nimmt eine bedeutende Rolle in der antidonatistischen Polemik des Augustinus ein, der zu dieser Zeit Bischof in Hippo Regius war. Optatus wird sowohl mit den militanten Circumcellionen, die als Anhänger der Donatisten gelten, als auch mit dem abtrünnigen römischen Heermeister Gildo in Verbindung gebracht. Augustinus macht Optatus für Übergriffe auf Katholiken, aber auch auf innerdonatistische Gegner, die Maximinianisten, verantwortlich.